# Сюни, Григор Мирзаян
Григо́р Мирзая́н Сюни́ (арм. Գրիգոր Միրզայան Սյունի; 10 сентября 1876, село Кедабек, Елизаветпольская губерния — 18 декабря 1939, Филадельфия) — армянский композитор и общественный деятель.

## Биография
Григор Сюни происходил из рода армянских меликов Сюника. Он был сыном певца и художника-миниатюриста Ованеса Варандеци и внуком знаменитого в своё время ашуга (народного певца) Мелика Ованнеса Мирзабекяна. С двух лет Григор вместе с семьей жил в Шуше. В 1883 году он лишился отца, погибшего при падении с лошади. В том же году он поступил в армянскую церковно-приходскую школу, которую через год закрыли в соответствии с указом российского царя наряду с другими армянскими церковными школами.
В Шуше будущий композитор ознакомился с армянской нотной системой и теорией. В городе юный музыкант получил широкое признание. За прекрасный голос его прозвали «Кали́ Бюльбю́ль» (арм. Ղալի Բյուլբուլ) — «соловей Крепости».

В 1891 г., в возрасте 15 лет, поступил в Духовную семинарию Геворкян в Эчмиадзине, где обучался вместе с Комитасом, с которым впоследствии тесно сотрудничал. Одновременно в Тифлисе он брал частные уроки у Макара Екмаляна. Тогда же он начал собирать народные мелодии.

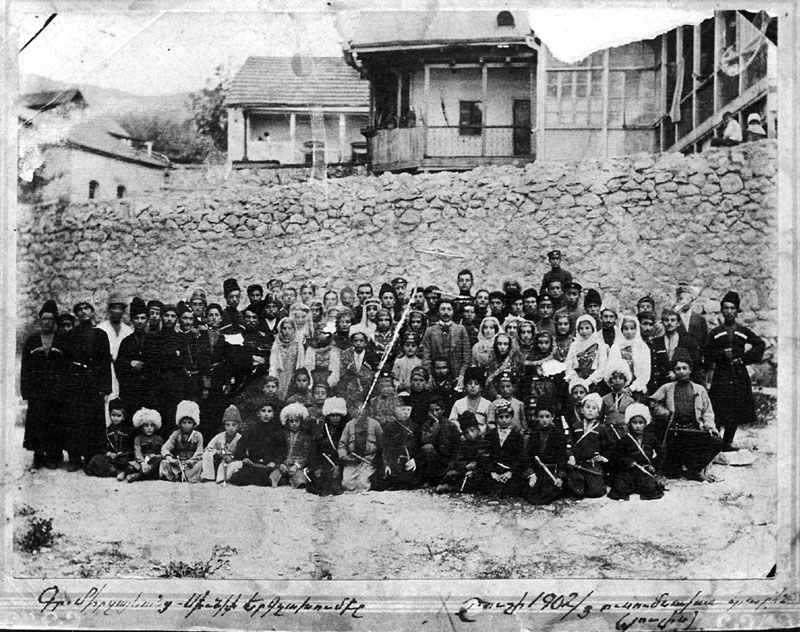
Хор Сюни в Шуше

В 1895 году, закончив Эчмиадзинскую семинарию, Григор Сюни создал в Шуше хор. Осенью того же года он уехал в Санкт-Петербург. Там он поступил в консерваторию, где учился у Римского-Корсакова, Глазунова и Лядова. Первый сборник армянских народных песен «Haykakan zhoghovrdakan yerger», составленный Григором Сюни, был опубликован в Санкт-Петербурге.
В 1902 г. выиграл первый приз за музыкальную драму «Баб» (на русском языке), запрещенную, однако, к постановке. В 1904 г. Сюни окончил консерваторию, а с 1905 г. начал преподавать в тифлисской Школе Нерсисяна.

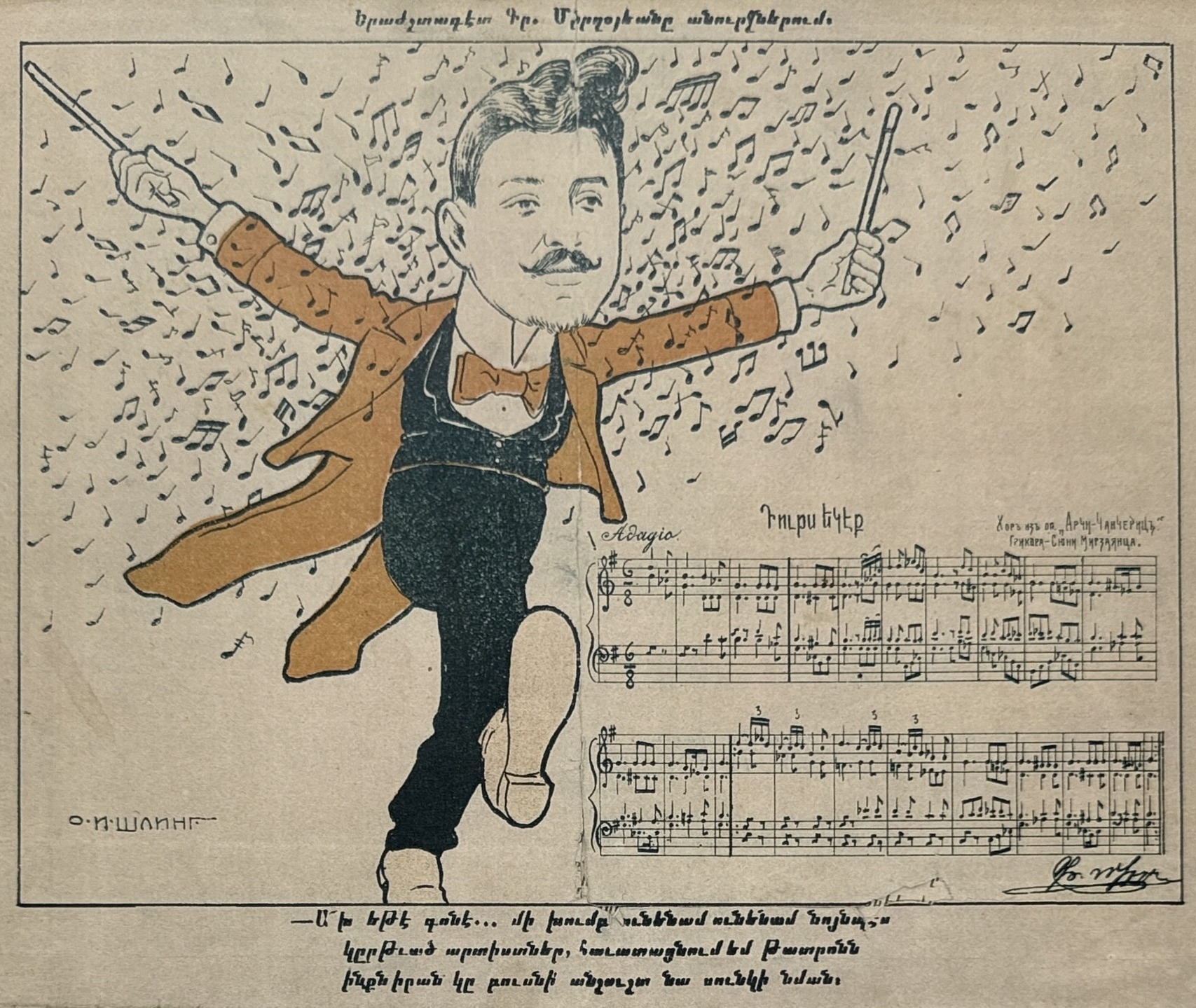
Карикатура из журнала «Хатабала»

Вступает в партию Дашнакцутюн (ему принадлежит ряд дашнакских маршей и патриотических гимнов). Опасаясь репрессий со стороны правительства, в 1908 г. покидает Россию и переезжает в Турцию, где преподает в Трапезунде, Самсуне, c 1910 — в школе Санасаряна в Эрзеруме. После начала Первой мировой войны бежит с семьей обратно в Россию и живёт и преподает в Тифлисе, где руководит симфоническим оркестром. В 1919 г. правительство Армении приглашало его возглавить консерваторию в Эривани, но он не смог переехать из Тифлиса в Эривань из-за невозможности проезда по территории Азербайджана.
После захвата Грузии большевиками, Сюни грозили репрессии как дашнаку, и он в 1922 г. бежит в Константинополь, оставив архив своему другу и соседу Ованесу Туманяну (чьи стихи он положил на музыку). После вступления в Константинополь кемалистов (1923) Сюни снова бежит, на этот раз в США, где руководит церковными хорами сначала в Бостоне, затем в Филадельфии. Он стремился вернуться в Армению и вступил в Коммунистическую партию, в результате чего его отвергла большая часть эмиграции — как церковные круги, так и бывшие товарищи по партии Дашнакцутюн. Однако во время террора 1937 г. выступил с критикой Сталина.
Американский историк Рональд Григор Сюни является внуком Григора Мирзаяна Сюни.

## Творчество
Творчество Григора Сюни развивалось в двух направлениях армянской музыки: фольклоре и музыкальной драме.
Музыка, написанная Сюни — хоровые работы, песни, несколько опер, симфонические и фортепианные композиции — примеры армянской классической музыки, основанной традициях армянской народной и церковной музыкальной культурах. Армянский фольклорный материал композитор собирал как в Армении, так и на территории современных Турции и Ирана. Его опера «Асли и Кярам» основывается на ближневосточном народном предании. В 1907 году усилиями Армянского Драматического Общества в Тифлисе была поставлена оперетта «Арегназан».

## Комментарии
1. ↑  «Крепостью» (арм. Ղալի) армяне часто называли Шуши.

## Ссылка
- The Suni Project